# Hydropionea
Hydropionea es un gènere de lepidòpters ditrisis de la família dels cràmbids (Crambidae).

## Taxonomia
- Hydropionea barnesalis (Dyar, 1923)
- Hydropionea brevicans (Dyar, 1923)
- Hydropionea dentata (Druce, 1895)
- Hydropionea fenestralis (Barnes & McDunnough, 1914)
- Hydropionea lavinia (Schaus, 1912)
- Hydropionea melliculalis Lederer, 1863
- Hydropionea oblectalis (Hulst, 1886)
- Hydropionea protopennis (Dyar, 1923)
- Hydropionea pseudopis (Dyar, 1914)
- Hydropionea rufalis (Hampson, 1917)
- Hydropionea rusina (Druce, 1895)
- Hydropionea schausalis (Dyar, 1923)
- Hydropionea sufflexalis (Dyar, 1914)